# Erik Gustaf Kolthoff
Erik Gustaf Kolthoff, född 25 december 1814 i Älgå församling, Värmlands län, död 24 oktober 1864 i Hovförsamlingen, Stockholms stad, var en svensk violinist vid Kungliga Hovkapellet i Stockholm. 

## Biografi
Erik Gustaf Kolthoff föddes 1814 i Älgå församling, Värmlands län. Han var son till majoren Johan Kolthoff och Hedda Lona Styffe. Kolthoff blev förare vid Värmlands fältjägare, 27 september 1834 fänrik vid Värmlands regemente och var från 1839 till 1844 löjtnant. Därefter vistades han utomlands, bland annat i Paris, fram till 1849. Kolthoff anställdes 1 september 1850 som violinist vid Kungliga Hovkapellet i Stockholm och slutade där 1864. Han avled 1864 i Hovförsamlingen, Stockholm.